# Château Lafite-Rothschild

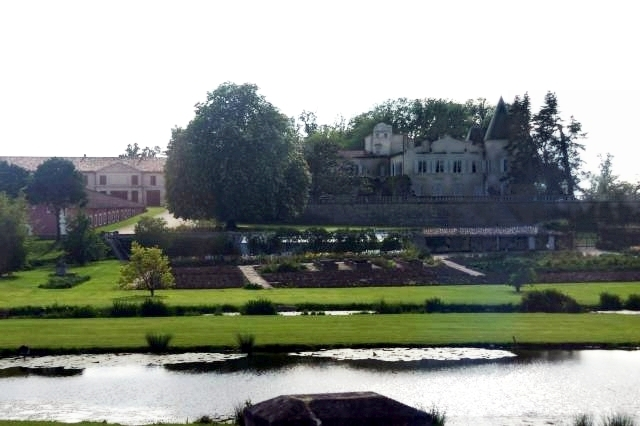
Château Lafite Rothschild

Château Lafite-Rothschild je jednou ze čtyř médockých vinařských usedlostí, jimž byla při legendární Bordeauxské klasifikaci vín v roce 1855 přiznána kategorie premier cru. Usedlost, jež se nachází v obci Pauillac, patří do majetku francouzské bankéřské rodiny Rothschildů. Jméno Lafite pochází z gaskoňského výrazu pro malý vršek  la hite.

Usedlost patří k nejrozsáhlejším v celém Médoku. Stohektarový vinohrad Lafite, který zabírá štěrkový pahrbek obrácený k ústí Girondy, je nejvýše položenou z pauillackých vinic a těší se vynikajícím podmínkám slunečního osvitu. 

Zdejší vína patří mezi nejdražší na světě. 1. prosince 1985 byla láhev Château Lafite ročník 1787 prodána v londýnské aukční síni Christie's za neuvěřitelných 156 450 dolarů, což znamená, že by sklenka vína z této láhve stála 26 075 dolarů! 

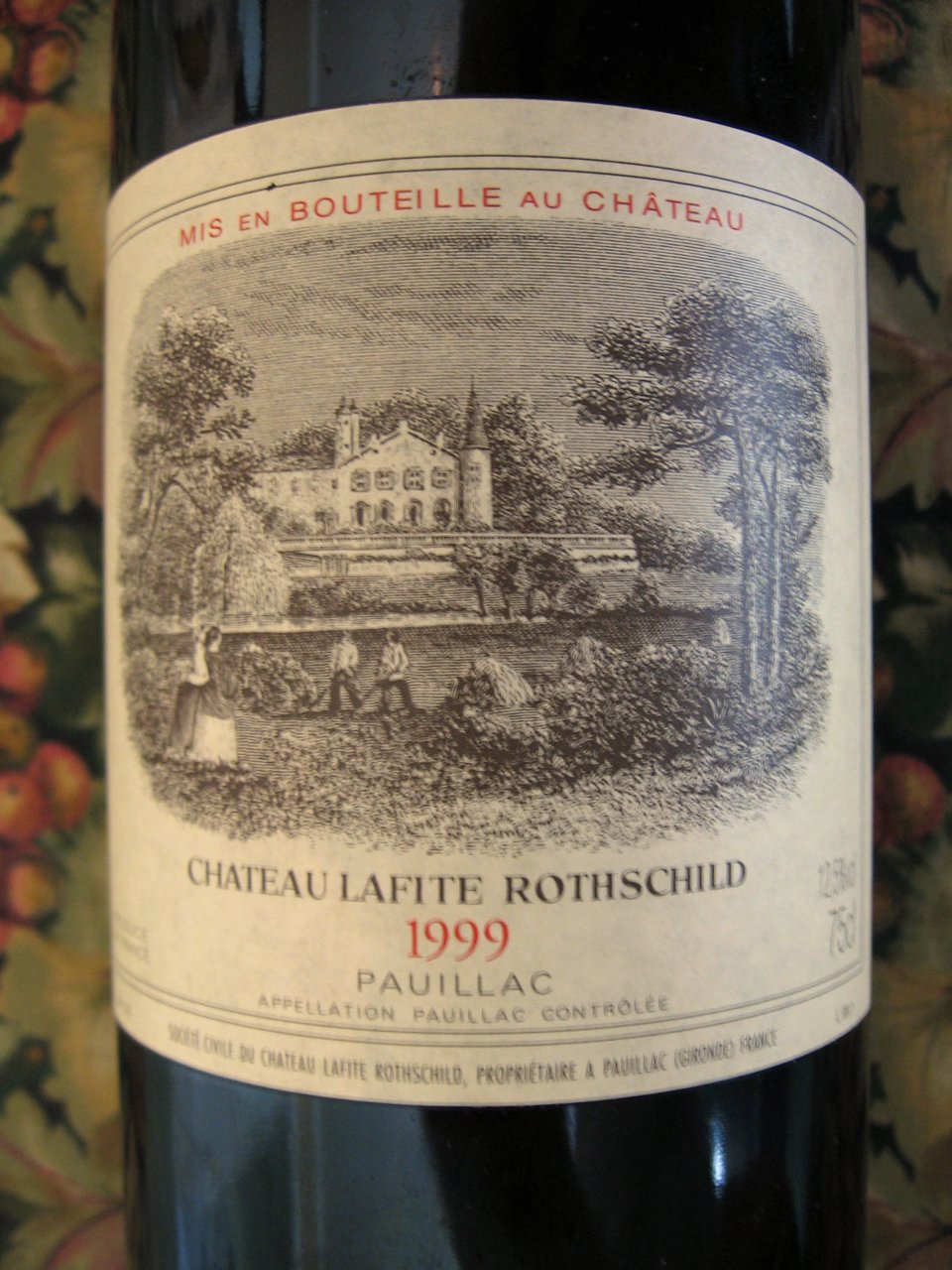
Etiketa na láhvi ročníku 1999

## Dějiny
Historii usedlosti lze vystopovat až do roku 1234, kdy ji vlastnil opat kláštera ve Vertheuil Gombaud de Lafite. V 17. století se usedlost dostala do vlastnictví rodiny Ségurových, jíž mimo jiné patřily také usedlosti Latour, Mouton a Calon-Ségur. Markýz Nicolas Alexandre de Ségur, přezdívaný kníže vín, byl v 18. století průkopníkem zakládání vinic v oblasti Médoku a významně se zasloužil o bordeauxské vinařství. 

Období jakobínského teroru, jenž zavládl po Velké francouzské revoluci, znamenalo konec vlastnictví rodiny Ségurových. V roce 1794 byl majitel usedlosti, předseda parlamentu území Guyenne, sťat gilotinou, načež se majetek ocitl ve vlastnictví státu. Vinice byly roku 1797 prodány skupině holandských obchodníků. V první polovině 19. století vlastnila vinařství holandská rodina Vanlerbergheů. 

V roce 1868 koupil usedlost v dražbě za 4,5 milionu franků baron James Rothschild. Krátce poté však zemřel a vinařství zdědili jeho synové. To bylo období rozkvětu poznamenané rekordními cenami za sérii výjimečných ročníků. Na konci 19. století však francouzské vinice zasáhla dvojitá pohroma v podobě plísně a mšičky révokaza. Ani 1. světová válka snahám zdejších vinařů příliš nepřála. Skutečnou pohromu pro vinařství však znamenala 2. světová válka . Usedlost byla jako židovský majetek zabavena a byla sem dosazena národní správa. Rothschildovi získali v roce 1945 svůj majetek zpět v příšerném stavu. Úkolu jeho obnovy se ujal baron Elie de Rothschild. Podařilo se mu postavit vinice i vinařství opět na nohy, takže zdejší víno znovu dosáhlo svých tradičních kvalit a získalo zpět svůj podíl na trhu. 

V roce 1974 převzal vedení usedlosti Elieho synovec Eric de Rothschild. S ním přichází další období rozkvětu vinařství. Baron Eric se nebál modernizace provozů, jež s sebou v roce 1988 přinesla stavbu nového vinného sklepa, „rotundy“, který dnes patří k největším architektonickým zajímavostem v oblasti Bordeaux a který znamenal jeden z prvních velkých kroků v modernizaci celého vinařství.

## Vinařství
Zdejší vinohrad pověstný svým vynikajícím terroirem patří svou rozlohou téměř 1 km² k největším v Médoku a vinařství každoročně vyprodukuje asi 35 000 kartonů vína (1 karton = 12 láhví), z čehož bývá podle ročníku mezi 15 000 až 25 000 kartony zdejšího pověstného premier cru, jež tvoří zhruba 70 % Cabernetu Sauvignon, 20 % Merlotu a 10 % Cabernetu franc. Kromě již zmiňovaného premier cru Château Lafite Rothschild, jež nese jméno usedlosti, se zde pod značkou Carruades de Lafite vyrábí i druhé víno, k jehož produkci slouží převážná část úrody ze zdejších vinic.
Víno Château Lafite Rothschild vyniká lahodnou jemností a velkolepou vyrovnaností, jimž dodává Merlot na poddajnosti a kulatosti. Přítomnost Cabernetu franc a zejména jeho hlavní složky Cabernetu sauvignon činí z tohoto vína mistrovské dílo elegance a pozoruhodné dlouhověkosti. Aby se toto vzácné víno nevypařovalo z láhví, jež jsou s posvátnou úctou uchovávány ve vinotékách, doporučuje se vyměňovat každých dvacet let zátku. Tento úkon, jenž vyžaduje značné zkušenosti, smí provádět pouze správce vinných sklepů. Na Château Lafite-Rothschild jich každoročně přezátkuje na pět tisíc a za těmi, jež jsou uskladněny u obchodníků či sběratelů po celém světě, osobně dojíždí.